# 中村順司
中村 順司（なかむら じゅんじ、1946年8月5日 - ）は、福岡県中間市出身のアマチュア野球指導者。キャタピラー三菱、PL学園高等学校、名古屋商科大学を指導した。長男は日本大学東北高等学校部長の中村猛安。

## 来歴・人物
PL学園高等学校では遊撃手として活躍。2年生時の1963年には、1学年先輩のエース戸田善紀を擁し春の選抜に出場。2回戦に進むが北海高の吉沢勝に抑えられ逆転負け。同年の夏は府予選準決勝で、浪商のエース高田繁を攻略し決勝に進出。しかし和田徹のいた明星高に敗退した（明星高は甲子園で優勝）。1学年先輩に戸田と（当時の四番打者で一塁手の）中塚政幸が、1学年後輩に福嶋久晃・得津高宏・長井繁夫が、2学年後輩に加藤秀司がいた。翌1964年夏も森永悦弘ら投手陣の好投で府予選決勝に進むが、またも明星高の堀川浩伸（法大）に完封を喫し敗退。
名古屋商科大学へ進学。愛知大学野球リーグでは優勝に届かず2位3回にとどまる。1966年春季リーグでベストナイン（遊撃手）に選出された。リーグ通算86試合出場、277打数58安打、打率.209、0本塁打、17打点。大学の1年上（中退）にエースの高井諭がいた。
卒業後は社会人野球のキャタピラー三菱（相模原市。現在廃部）にて選手・コーチをした後、1976年12月に母校PL学園の部長となり、1980年8月5日に監督就任。翌年の1981年春にはPL学園を全国優勝させ、全国に名を知らしめることになった。以後、1982年の春連覇、1983年夏優勝を経て、1984年春の決勝戦で敗れるまで、甲子園20連勝という前人未到の記録を残す。その後も1985年夏優勝、1987年の春夏連覇を含め春夏合計6回優勝、勝率.853は監督として1位、甲子園通算58勝（10敗）は高嶋仁、西谷浩一に次いで3位の記録である。
清原和博、桑田真澄のKKコンビを始め、立浪和義、松井稼頭央、サブロー（大村三郎）、福留孝介らを代表とする、数々の超高校級の選手を育てあげた名将。監督就任後は、1981年度卒業生の吉村禎章、若井基安、西川佳明から、1998年度卒業生の大西宏明、平石洋介、2000年度卒業生加藤領健、中尾敏浩に至るまで、すべての年度の卒業生の少なくとも一人以上を最終的にプロ入りさせている。自身の教え子では39人がプロ入りし、中でも清原、立浪、松井、福留、宮本慎也の5人は通算で2000安打以上を記録している。
1998年2月1日に春の選抜大会を最後に勇退することを表明した。同大会の準決勝・対横浜高校戦（同年4月7日）が高校野球指導者として最後の試合となった。同年夏の選手権大会からはNHKの高校野球中継で解説を務めた。同年11月16日に名古屋商科大学硬式野球部監督への就任が発表された。
2015年11月25日、同年度限りでの名古屋商科大学硬式野球部監督を退任し翌年4月1日付で総監督に就任することが発表された。
2018年、GAORAの第90回記念選抜高等学校野球大会中継において17年ぶりにテレビ中継の解説を務めた。
2018年12月1日、「高齢であることと後進に道を譲る事」を理由に同年12月限りをもって名古屋商科大学硬式野球部総監督を退任することが発表された。

## 万能型の名将
中村といえば甲子園20連勝の采配、強運と共に多くの一流選手を育てた技術指導の上手さが強調されがちであるが、時には大胆さも見せる万能型の指揮官でもあった。
それが遺憾なく発揮されたのが1983年夏選手権の大会で、PL学園は共に1年生のエースの桑田、4番清原を擁して勝ち進み、準決勝で徳島の池田高校と対戦することとなった。PLも1981年、1982年春と連覇した強豪ではあったが、池田は1982年夏、1983年春に夏春連覇したそれ以上の強豪であり、この夏優勝すれば史上初の夏春夏の3連覇がかかっていた。エースの水野雄仁は剛速球や「視界から消える」とまで評された高速スライダーに加え、勝負どころではシュートで詰まらせるクレバーさも持ち合わせた超高校級の投手で、山びこ打線といわれた強力打線がこの大会で猛威を発揮しており、下馬評では池田有利だった。加えて桑田は準々決勝の高知商戦で打ち込まれており、水野自身も、著書で高知商には四国大会で圧勝している為、準々決勝で当たった中京（現中京大中京高校）よりもPLの方が力は落ちると見ていたという。
この高校生離れした強さを誇る池田に対し、中村は「池田の選手とて高校生」とむしろ選手達には精神面での対等性を強調したという。そして引っ張ることが難しい水野の速球やシュートに対し、「流し打ちなどチャチなこと考えるな。思い切って引っ張っていけ」と桑田に指示し、桑田は指示通り2回裏に水野の速球をレフトへ特大の先制2ランを放った。更にこの直後ラストバッターがソロで続き、7番打者もこの後一発も放って、山びこ打線のお株を奪うかのように水野から計3発7点をたたき出し、桑田は投げる方でも池田の山びこ打線を何と完封してしまった。打たれた水野は3回戦の広島商戦で頭に死球を受けていたが、「中京戦のピッチングや清原も完璧に抑えられたことを考えると、死球の影響ではないと思う。結局PLに対する油断や隙があったことが最大の敗因だった。」と振り返っている。
年月の経った現在の視点からは、この一戦は歴史上の強豪対決の一つとして語られることが多く、大番狂わせとは見づらいが、この時の世論は池田が優勝するという見方が大勢であり、この池田の準決勝での敗戦は、一般ニュースでも取り上げられる程の話題でもあった。
選手育成に関しては、無理に型にはめることはせず、合理的な体の使い方を教えたり、野球人としての心構えを教えたりすることで高校卒業後も野球選手としてレベルアップしていくことを主眼に置いた指導をする。

## 甲子園での成績
- 1981年春　○5-0岡山理大付　○1-0東海大工　○8-2日立工　○4-0倉吉北　○2x-1印旛　（優勝）
- 1982年春　○4-1東北　○2-1浜田　○1-0箕島　○3x-2横浜商　○15-2二松学舎大付　（優勝）
- 1983年夏　○6-2所沢商　○7-0中津工　○6-2東海大一　○10-9高知商　○7-0池田　○3-0横浜商　（優勝）
- 1984年春　○18-7砂川北　○10-1京都西　○6-0拓大紅陵　○1x-0都城　●0-1岩倉　（準優勝）
- 1984年夏　○14-1享栄　○9-1明石　○9-1都城　○2-1松山商　○3-2金足農　●4-8取手二　（準優勝）
- 1985年春　○11-1浜松商　○6-2宇部商　○7-0天理　●1-3伊野商　（ベスト4）
- 1985年夏　○29-7東海大山形　○3-0津久見　○6-3高知商　○15-2甲西　○4x-3宇部商　（優勝）
- 1986年春　●1-8浜松商
- 1987年春　○3-1西日本短大付　○8-0広島商　○3x-2帝京　○8-5東海大甲府　○7-1関東一　（優勝）
- 1987年夏　○7-2中央（群馬）　○7-2九州学院　○4-0高岡商　○4-1習志野　○12-5帝京　○5-2常総学院　（優勝）
- 1992年春　○14-1四日市工　○3-1仙台育英　●0-2東海大相模　（ベスト8）
- 1994年春　○10-0拓大一　○4-0金沢　○10-1神戸弘陵　●4-5智弁和歌山　（ベスト4）
- 1995年春　●7-10銚子商
- 1995年夏　○12-3北海道工　○3-1城北（熊本）　○10-5日大藤沢　●6-8智弁学園　（ベスト8）
- 1996年夏　○4-0旭川工　○11-4県岐阜商　●6-7高陽東
- 1998年春　○5-1樟南　○9-0創価　○3-1敦賀気比　○3x-2明徳義塾　●2-3横浜　（ベスト4）

- 春：出場10回・31勝7敗・優勝3回（1981年、1982年、1987年）、準優勝1回（1984年）
- 夏：出場6回・27勝3敗・優勝3回（1983年、1985年、1987年）、準優勝1回（1984年）
- 通算：出場16回・58勝10敗・優勝6回、準優勝2回

## エピソード
桑田真澄がKKドラフト事件を起こした責任を負ったことで大学へのお詫びとして坊主になったことがある。ちなみに中村も巨人の密約を疑っていた一人であった。

## 著書
- 『中村順司の野球はうまくなる! (宝島新書)』（宝島社、2001/9、ISBN 978-4796624060）
- 『甲子園最高勝率 PL学園・中村流超エリート育成論 (ベースボール・マガジン社新書)』（ベースボールマガジン社、2010/7、ISBN 978-4583102818）

## 関連書籍
- 『集英社版・学習漫画 少年野球 上達法がよくわかる完全図解』（中村順司(監修)、茶留たかふみ(イラスト)、集英社、2007/5、ISBN 978-4082880903）
- 『PL学園OBはなぜプロ野球で成功するのか?』（橋本清(著)、ぴあ、2009/3、橋本清が第10章で中村を取材、ISBN 978-4835617282）